# Chou commun
Brassica oleracea
Pour les articles homonymes, voir chou.
Espèce
Statut de conservation UICN

 DD  : Données insuffisantes

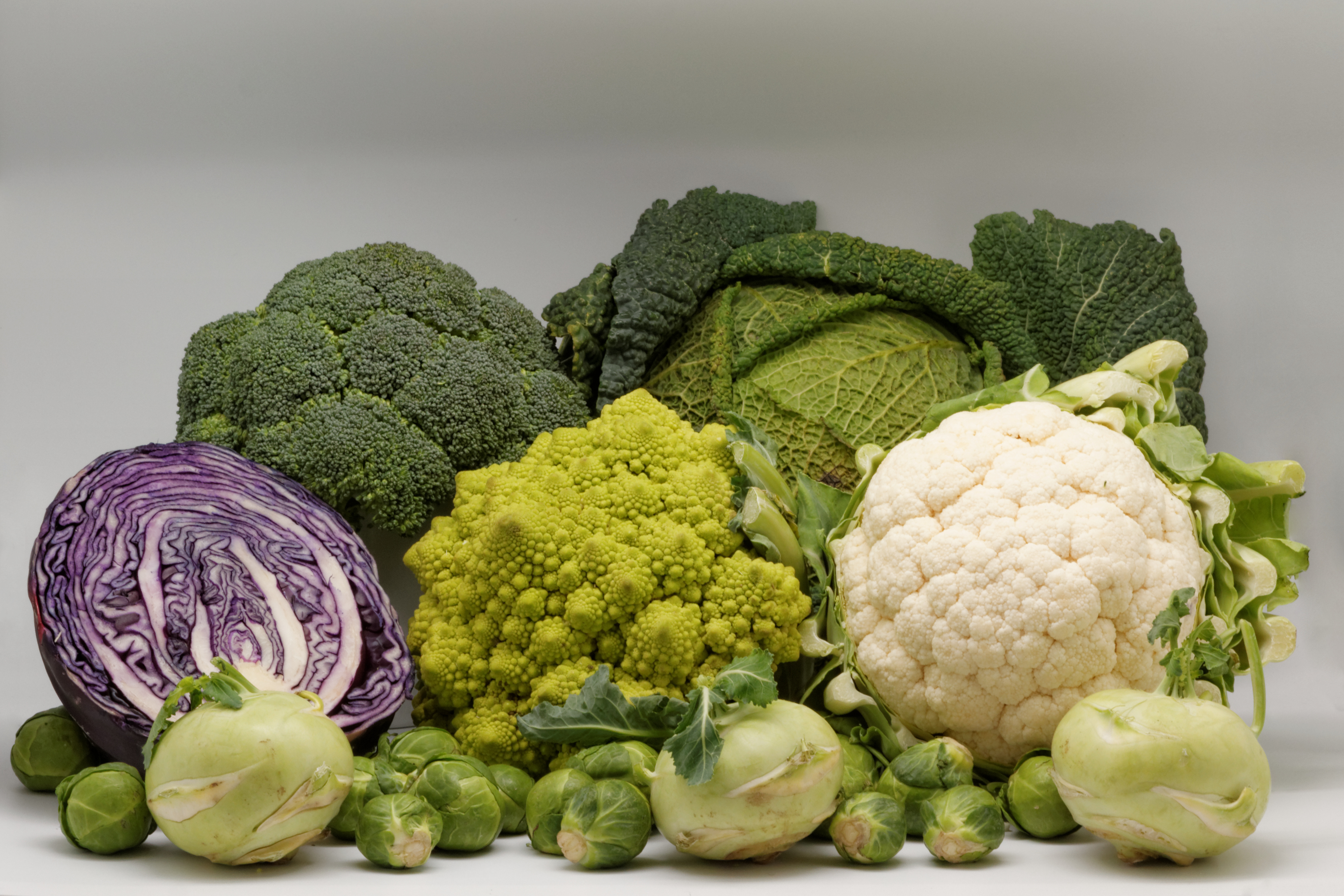
Différentes variétés et formes de choux cultivés : choux-raves, chou-fleur, chou romanesco, choux de Bruxelles, chou frisé, brocoli.

Le chou (Brassica oleracea L., 1753) est une espèce de plantes de la famille des Brassicacées (ou crucifères), originaire du Sud-Ouest de l'Europe. La majorité des variétés sont bisannuelles, leurs feuilles comestibles peuvent ou non former une tête compacte ou « pomme ». On retrouve aussi des variétés de chou vivace comme le chou Daubenton. Leur culture en tant que légume remonte à la plus haute Antiquité, à partir de formes sauvages originaires d'Europe de l'Ouest ou d'Europe du Sud.
Le chou cultivé, légume volumineux (hors choux de Bruxelles et quelques variétés plus petites), est dense et nutritif. Il fait partie des cultures à plus fort rendement (jusqu'à 160 tonnes par hectare en conditions idéales), mais compte tenu de ses importants besoins en azote, il a tendance à épuiser les sols et ne doit être cultivé sur la même parcelle qu'une fois tous les 5 ans.

## Histoire

### Ancêtre sauvage
Le chou sauvage ou « chou des falaises » (Brassica oleracea subsp. oleracea, ancêtre de tous les choux cultivés) n'est plus naturellement présent que sur certaines dunes, bandes de galets et falaises littorales atlantiques d'Europe de l’Ouest (France, Espagne, sud du Royaume-Uni).
En France, ce chou est encore présent, mais rare ou en forte régression en Basse-Normandie, Nord-Pas-de-Calais et Poitou-Charentes. Dans ces régions, il ne subsiste qu'à l'état d'individus isolés ou en petites populations très localisées et menacées. Cependant, en Haute-Normandie il est encore abondant et ne montre pas de signe de régression. On ignore cependant comment l'espèce affrontera le réchauffement climatique attendu, ainsi que la montée du niveau des océans. Au vu des critères de l'Union internationale pour la conservation de la nature (UICN), le chou sauvage est classé dans la catégorie « préoccupation mineure » (LC), mais a pourtant été retenu en France parmi les espèces déterminantes de zone naturelle d'intérêt écologique, faunistique et floristique (ZNIEFF) et pourrait l’être pour certaines cartographies de la trame verte en raison du fait que ces régions sont d’importance mondiale pour la conservation de la diversité génétique de ce taxon, qui est, comme celle de la betterave maritime, d'intérêt agricole potentiel pour les générations futures.

### Préhistoire
Le chou est cultivé en Europe depuis le début du Néolithique, ce qui en fait l'un des plus anciens légumes cultivés au monde.

### Antiquité
Le chou était connu et consommé dans l'Antiquité en Grèce et à Rome. Les Grecs et les Romains lui attribuaient de nombreuses vertus ; ils pensaient que le chou permettait de lutter contre l'ivresse, Caton l'Ancien en faisait la raison de sa longévité et Pline l'Ancien lui connait des propriétés cicatrisantes probablement dues à la présence de glucosinolates dans les feuilles.

### Moyen Âge
Il fait partie des plantes dont la culture est recommandée dans les domaines royaux par Charlemagne dans le capitulaire De Villis (fin du VIIIe ou début du IXe siècle). Le chou est à cette période utilisé comme plante médicinale mais surtout jusqu'à la démocratisation de la pomme de terre comme base de l'alimentation des pauvres. Il est aussi mentionné dans le Mesnagier de Paris au XIVe siècle, ce qui indique que les bourgeois plus aisés en consommaient également.

### Époque moderne et contemporaine

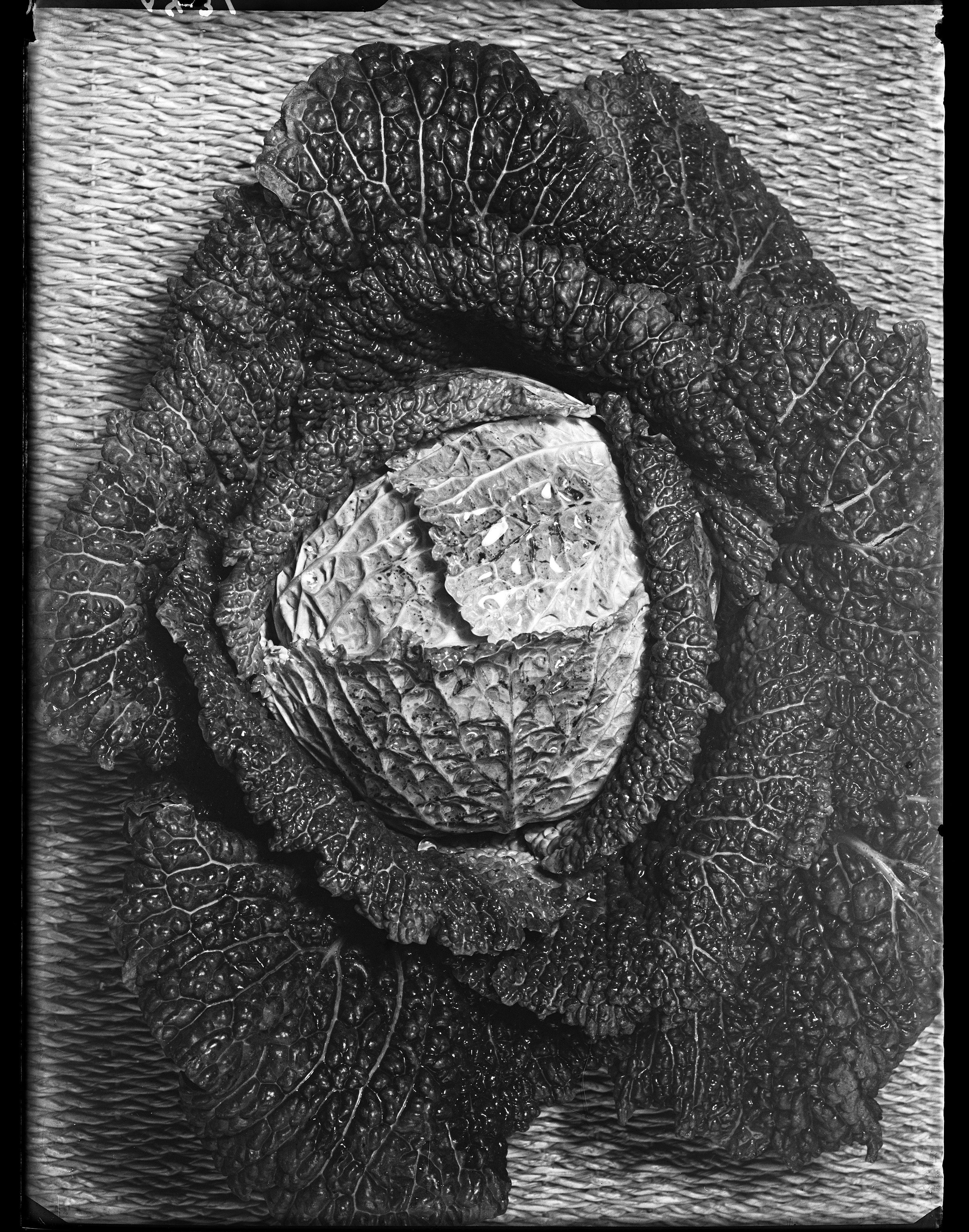
ca 1934
Photo Guermonprez

Sous forme de choucroute, possiblement inventée en Chine au premier millénaire, le chou est utilisé par les navigateurs européens pour lutter contre le scorbut. Le XXe siècle confirma en effet la présence de vitamine C en quantité significative dans le chou. Dans le domaine de la gastronomie il faut cependant attendre le XIXe siècle pour qu'il soit vu en France sous un jour favorable.

## Variétés
La sélection multi-millénaire de la très vaste et polymorphe Brassica oleracea a abouti à des variétés ou formes très différentes des formes d'origines, mais aussi très différentes entre elles.
Ces très nombreuses variétés sont classées en groupes :
| Cultivar | Image | Nom                                         |
| --- | ----- | ------------------------------------------- |
| Chou sauvage                                                                                                  |       | Brassica oleracea var. oleracea             |
| chou cabus, ou chou pommé ou chou blanc                                                                       |       | Brassica oleracea var. capitata f. alba     |
| Chou pointu                                                                                                   |       | Brassica oleracea var. capitata f. acuta    |
| Chou de Milan, chou cloqué, chou de Savoie, chou pommé frisé - Groupe Savoy Cabbage ou Sabauda                |       | Brassica oleracea var. capitata f. sabauda  |
| Chou rouge |       | Brassica oleracea var. capitata f. rubra    |
| Brocoli chinois, Gai lan, Groupe Chinese Kale or Kailaan                                                      |       | Brassica oleracea var. alboglabra           |
| Chou cavalier, chou fourrager, chou en arbre, chou commun, chou vert, ou caulet (de Flandre) - Groupe Collard |       | Brassica oleracea var. viridis              |
| Chou de Jersey                                                                                                |       | Brassica oleracea var. longata              |
| Chou d'ornement, Kale ornamental                                                                              |       | Brassica oleracea var. acephala             |
| Chou frisé, chou d'aigrette, chou frangé ou chou kale                                                         |       | Brassica oleracea var. sabellica            |
| Kalette |       | Brassica oleracea var. viridis x gemmifera  |
| Chou palmier - Groupe Jersey Kale ou Palmtree Kale) ou chou lacinié                                           |       | Brassica oleracea var. palmifolia           |
| Chou Daubenton, chou perpétuel, chou vivace, chou branchu, chou à mille têtes - Groupe Thousand Head Kale     |       | Brassica oleracea var. ramosa               |
| Chou moellier - Groupe Marrowstem Kale                                                                        |       | Brassica oleracea var. medullosa            |
| Chou à grosses côtes, chou tronchuda, ou chou de Beauvais - Groupe Portuguese Kale                            |       | Brassica oleracea var. costata              |
| Choux de Bruxelles ou chou à mille pommes - Groupe Brussels Sprouts                                           |       | Brassica oleracea var. gemmifera            |
| Chou-rave - Groupe Kohlrabi                                                                                   |       | Brassica oleracea var. gongylodes           |
| Brocoli - Groupe Broccoli                                                                                     |       | Brassica oleracea var. italica              |
| Broccoli à jets, chou brocoli ou brocoli asperge - Groupe Broccoli                                            |       | Brassica oleracea var. italica Sessantina   |
| Chou-fleur - Groupe Cauliflower                                                                               |       | Brassica oleracea var. botrytis             |
| Caulini |       | Brassica oleracea                           |
| Chou Romanesco - Groupe Cauliflower                                                                           |       | Brassica oleracea var. botrytis             |
| Broccoli di Torbole                                                                                           |       | Brassica oleracea var. botrytis             |
| Broccoflower                                                                                                  |       | Brassica oleracea var. botrytis x italica   |
| Broccolini |       | Brassica oleracea var. italica × alboglabra |

## Culture

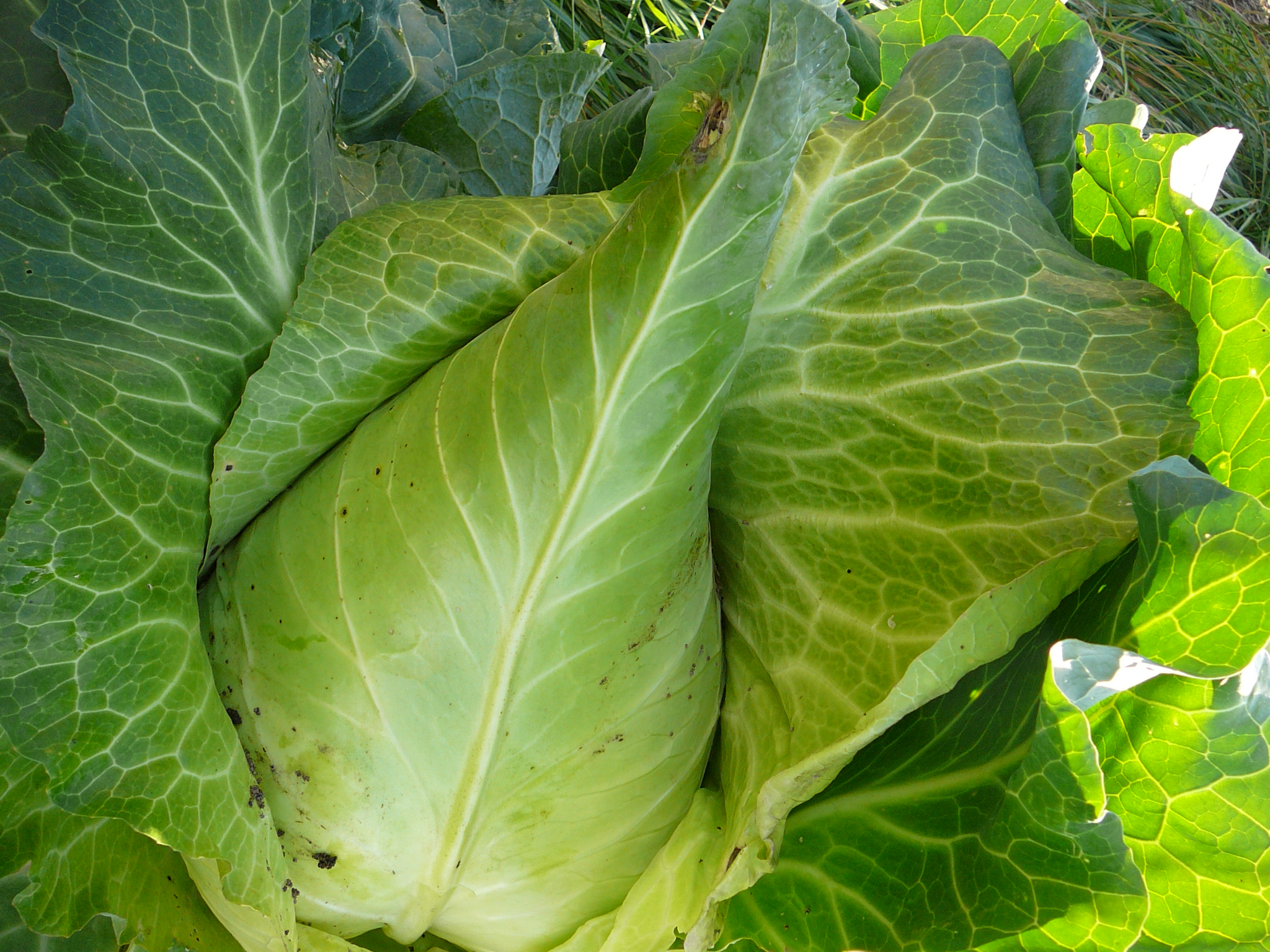
Chou cabus pointu, cultivé dans la région de Stuttgart, en Allemagne.

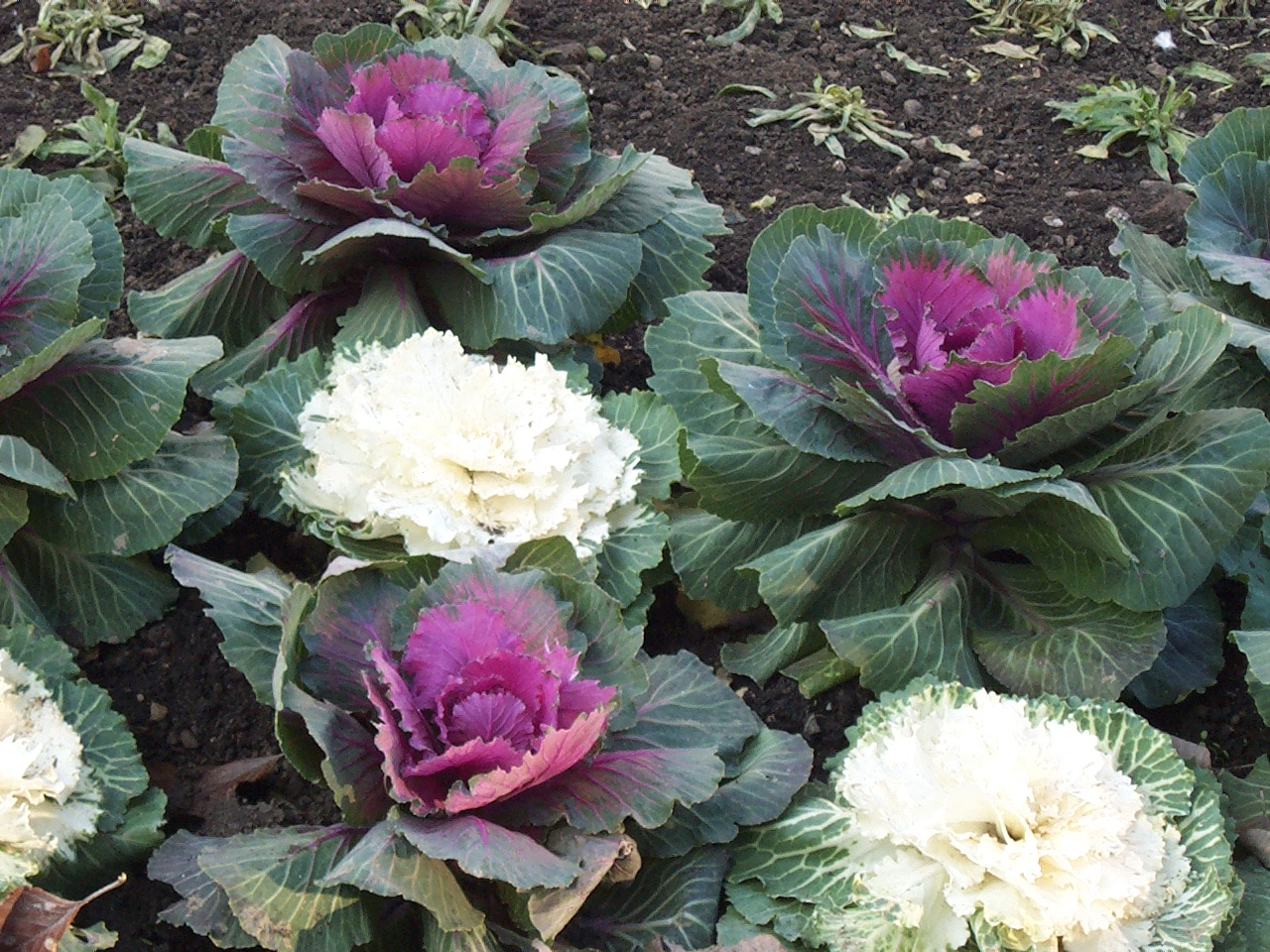
Choux ornementaux Brassica oleracea var. sabellica (Brassica oleracea L. var. acephala forma tricolor Hort.).

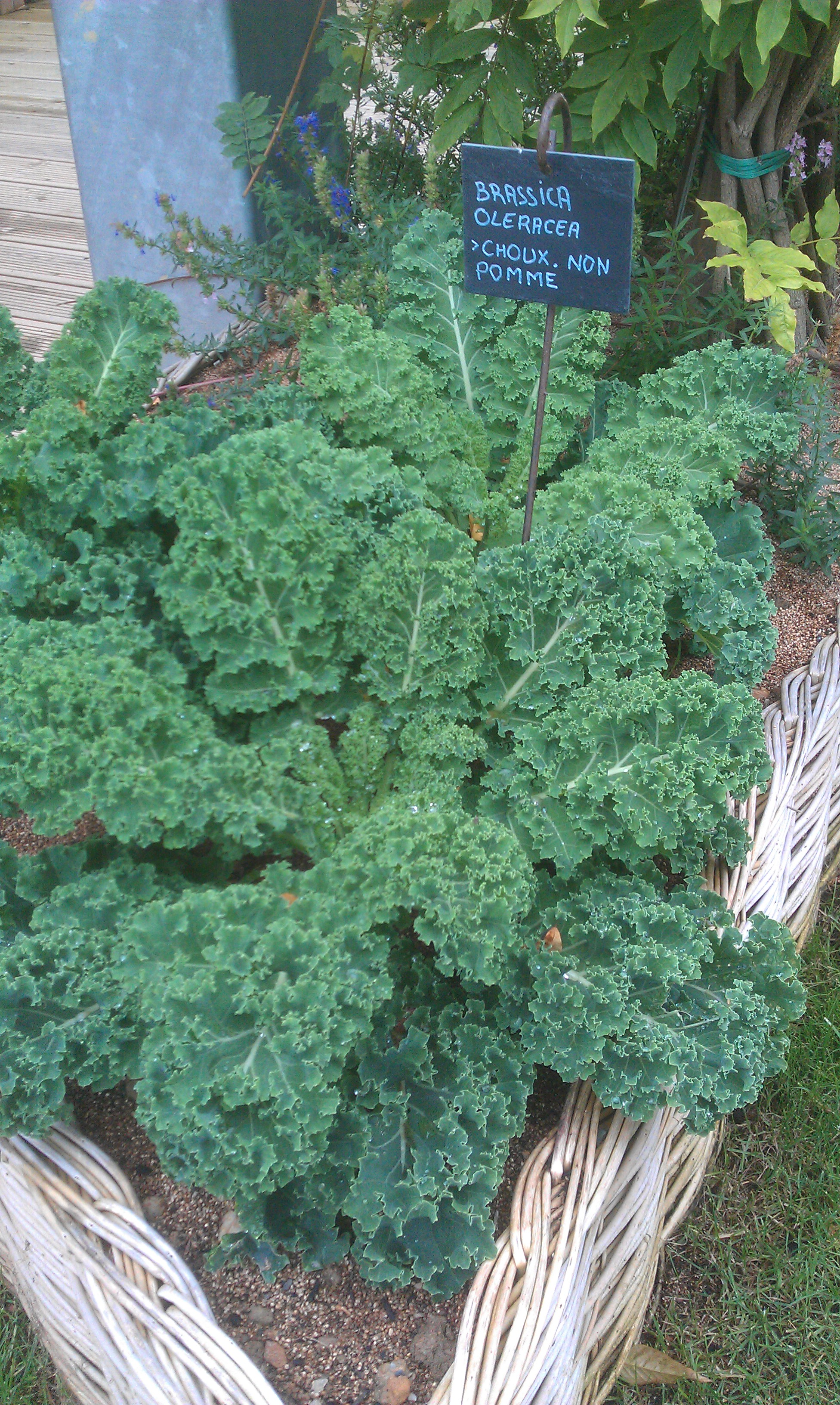
Le chou frisé est une variété non pommée.

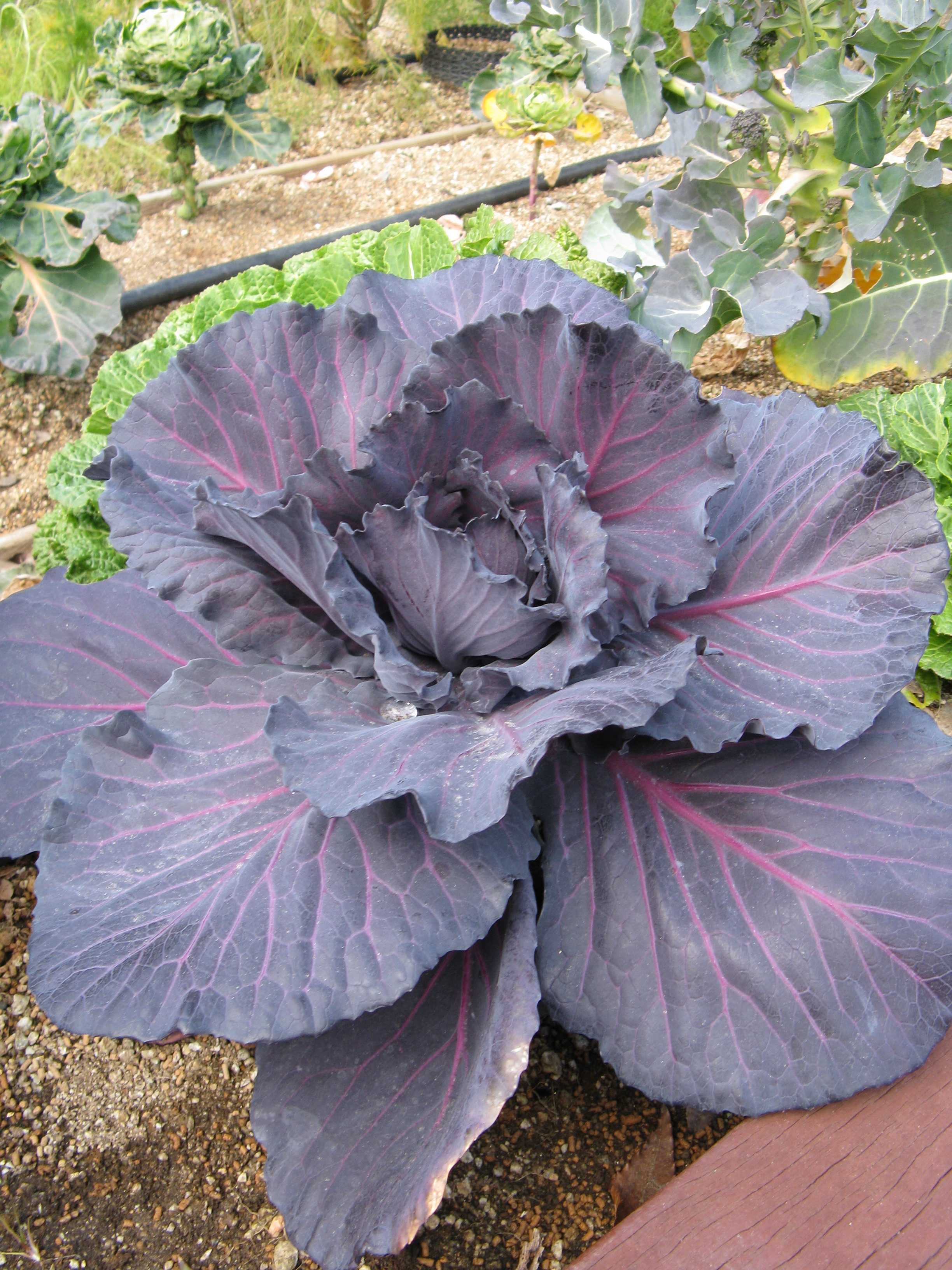
Chou rouge (Brassica oleracea var capitata 'Ruby Ball').

Deux types de choux sont généralement cultivés. Les variétés précoces mûrissent en 50 jours environ, et produisent de petites têtes qui se conservent peu. Ces choux sont prévus pour être consommés frais. Les variétés tardives mûrissent en 80 jours environ et produisent une tête plus grosse, jusqu'à plus de 7 kilogrammes.
Le chou peut être démarré en intérieur ou semé directement. Comme tous les Brassicaceae, il se récolte en période fraîche, de préférence en automne.
Comme la grande majorité des Brassicacées, les choux sont allogames et entomophiles (à l'exception de certains choux-fleurs d'été qui sont autogames).
Le contrôle des parasites est important, en particulier les chenilles de plusieurs papillons de la famille des Pieridae.

### Production
| Production en tonnes, chiffres 2003-2004 Données de FAOSTAT (FAO) |            |       |            |       |
| Chine                                                             | 30 584 911 | 46 %  | 32 601 000 | 48 %  |
| Inde                                                              | 5 800 000  | 9 %   | 6 000 000  | 9 %   |
| Russie                                                            | 4 440 570  | 7 %   | 4 500 000  | 7 %   |
| Corée du Sud                                                      | 2 959 855  | 4 %   | 2 800 000  | 4 %   |
| États-Unis                                                        | 2 433 110  | 4 %   | 2 450 000  | 4 %   |
| Japon                                                             | 2 343 000  | 4 %   | 2 300 000  | 3 %   |
| Indonésie                                                         | 1 551 430  | 2 %   | 1 551 430  | 2 %   |
| Autres pays                                                       | 1 6714 708 | 25 %  | 16 177 163 | 24 %  |
| Total                                                             | 66 827 584 | 100 % | 68 379 593 | 100 % |

### Ravageurs et maladies
Le chou est sensible à de multiples ravageurs et maladies.

### Produits phytopharmaceutiques
La liste des produits phytopharmaceutiques autorisés en France pour lutter contre les parasites du chou est disponible en ligne.

## Cuisine
Les choux sont généralement cuits ou cuisinés en salade. Ils se conservent bien et constituaient ainsi un légume d'hiver courant autrefois. La choucroute est un chou fermenté souvent utilisé comme accompagnement.
La cuisson prolongée du chou provoque la libération de composés soufrés malodorants. Pour éviter cela, il faut le cuire dans un grand volume d'eau bouillante et l'égoutter dès qu'il est cuit.
Une des manières les plus connues de consommer le chou est la soupe au chou, ayant selon certains nutritionnistes un effet efficace lors d'un régime amaigrissant dont les vertus seraient de stimuler l'amincissement en régulant le métabolisme du sucre et des graisses, type de régime très controversé et qui peut être dangereux pour la santé s'il est pratiqué avec excès et sans contrôle médical[réf. nécessaire].

## Valeurs nutritives et médicinales
Le chou fait partie d’une grande famille au sein de laquelle on trouve le radis, le cresson, la rave, le navet… Tous ont comme particularité d’être riches en vitamines. Connu depuis longtemps pour ses vertus phytothérapeutiques, Caton (234-149 av. J.-C.) décrit le chou ainsi dans son traité d'agriculture : « Si dans un banquet tu veux boire et manger beaucoup et avec plaisir, prends avant le repas du chou, autant qu’il te plaît, avec du vinaigre, et de même, après le repas, prends-en environ 5 feuilles ; tu seras comme si tu n'avais rien mangé, et pourras boire autant que tu veux. »
Composition :
- soufre en très grande quantité, du calcium et de l’iode
- A, B1, B2, C, K et U intervenant dans la lutte contre la plupart des ulcères touchant le système digestif (estomac, duodénum, colon…).

## Symbolique

Blason de la ville de Riedwihr : Taillé, au premier de sinople au chou pommé d'Alsace d'argent, au second d'argent au crochet double en forme de S de sable posé en barre.

## Autres choux
Les plantes suivantes, bien que comestibles, ne sont pas des choux au sens propre :
- le chou palmiste, bourgeon terminal de certaines espèces de palmiers,
- le chou marin, ou crambé, plante sauvage des côtes européennes, parfois récolté et consommé,
- le chou de Kerguelen, plante endémique des îles Kerguelen de la famille des Brassicacées.